# Az Athosz-hegyi Köztársaság zászlaja

Az Athosz-hegy első kolostorát, a Nagy Lavrát, 963-ban alapította athoszi Szent Athanáz. A 11. században több újabb kolostor épült a Bizánci Birodalom segítségével, és 1060-ban látta el a bizánci császár az első alkotmánnyal a szerzetesek közösségét.
Az aranysárga zászlót egy fekete bizánci sas díszíti, amely országalmát és kardot tart a karmaiban. Két feje felett a bizánci korona látható.